# Sudirman Cup
La Sudirman Cup es el campeonato mundial de selecciones nacionales mixtas de bádminton.
Se celebra cada dos años y cada encuentro consta de cinco partidos: un individual masculino, un individual femenino, un dobles masculino, un dobles femenino y un dobles mixto.
El campeonato toma su nombre de Dick Sudirman, un antiguo jugador de bádminton indonesio, también fundador de Asociación Indonesa de bádminton.
La Sudirman Cup no otorga premios en metálico; los jugadores juegan para sus respectivos países y para ganar puntos en el ranking mundial de la BWF.

## Historia
La primera edición de la Sudirman Cup tuvo lugar en Yakarta, Indonesia, del 24 al 29 de mayo de 1989.
A lo largo de su historia sólo cuatro países han logrado alcanzar las semifinales de esta competición: Corea del Sur, China, Indonesia y Dinamarca.
China es la máxima dominadora de esta competición habiendo ganado en 1995, 1997, 1999, 2001 y 2005; Corea del Sur ganó en 1991, 1993 y 2003 e Indonesia se proclamó campeona en su primera edición en 1989.

## El trofeo
La copa Sudirman mide 80 cm de alto, está fabricada con oro de 22 quilates (92%) y se alza sobre una base octogonal hecha de madera. El cuerpo de la copa es en forma de volante y en la parte de arriba se encuentra una réplica del templo de Borobudur.
Masterix Bandung Company es la empresa que fabrica esta copa valorada en 15000 dólares.

## Resultados
| Año           | Sede       | Ganador       | Resultado | Finalista     |               | Tercera plaza | Tercera plaza |
| ------------- | ---------- | ------------- | --------- | ------------- | ------------- | ------------- | ------------- |
| 2009 detalles | Cantón     | China         | 3–0       | Corea del Sur | Indonesia     | Malasia       |               |
| 2007 detalles | Glasgow    | China         | 3–0       | Indonesia     | Corea del Sur | Inglaterra    |               |
| 2005 detalles | Pekín      | China         | 3–0       | Indonesia     | Corea del Sur | Dinamarca     |               |
| 2003 detalles | Eindhoven  | Corea del Sur | 3–1       | China         | Indonesia     | Dinamarca     |               |
| 2001 detalles | Sevilla    | China         | 3–1       | Indonesia     | Dinamarca     | Corea del Sur |               |
| 1999 detalles | Copenhague | China         | 3–1       | Dinamarca     | Indonesia     | Corea del Sur |               |
| 1997 detalles | Glasgow    | China         | 5–0       | Corea del Sur | Dinamarca     | Indonesia     |               |
| 1995 detalles | Lausanne   | China         | 3–1       | Indonesia     | Corea del Sur | Dinamarca     |               |
| 1993 detalles | Birmingham | Corea del Sur | 3–2       | Indonesia     | China         | Dinamarca     |               |
| 1991 detalles | Copenhague | Corea del Sur | 3–2       | Indonesia     | Dinamarca     | China         |               |
| 1989 detalles | Yakarta    | Indonesia     | 3–2       | Corea del Sur | China         | Dinamarca     |               |